# Bahnradsport-Weltmeisterschaften 1933
Die Bahnradsport-Weltmeisterschaften 1933 fanden vom 11. bis 15. August 1933 auf der Radrennbahn des Prinzenparkstadions in Paris statt, das damit zum fünften Mal Ort einer Bahn-WM war.
Für die Weltmeisterschaft der Profi-Steher waren 16 Fahrer aus neun Ländern gemeldet. Es gewann der Franzose Charles Lacquehay mit sieben Runden Vorsprung auf den Zweitplatzierten Franco Giorgetti aus Italien. Der Deutsche Erich Metze wurde Dritter mit insgesamt acht Runden Rückstand, sein Mannschaftskollege Erich Möller hatte bei Kilometer 84 aufgegeben.
Bei den Profi-Fliegern gingen 24 Fahrer aus elf Ländern an den Start, bei den Amateuren 37 Sportler aus 13 Ländern, was in dieser Disziplin eine deutliche Steigerung der Starterzahlen gegenüber den Jahren zuvor bedeutete. Die Finalläufe der Profis fanden vor 35 000 Zuschauern statt.

## Resultate der Berufsfahrer
| Disziplin                 | Platz | Land               | Athlet                           |
| ------------------------- | ----- | ------------------ | -------------------------------- |
| Fliegerrennen über 1000 m | 1     | Belgien            | Jef Scherens                     |
|                           | 2     | Frankreich         | Lucien Michard                   |
|                           | 3     | Deutsches Reich    | Albert Richter                   |
| Steherrennen              | 1     | Frankreich         | Charles Lacquehay/Besson         |
| über 100 km               | 2     | Königreich Italien | Franco Giorgetti/Arthur Pasquier |
|                           | 3     | Deutsches Reich    | Erich Metze/Karl Saldow          |

## Resultate der Amateure
| Disziplin     | Platz | Land        | Athlet               |
| ------------- | ----- | ----------- | -------------------- |
| Fliegerrennen | 1     | Niederlande | Jacobus van Egmond   |
| über 1000 m   | 2     | Frankreich  | Roland Ulrich        |
|               | 3     | Dänemark    | Anker Meyer Andersen |